# Santa Bárbara (Cabo Verde)
Santa Bárbara es una localidad caboverdiana del municipio de Brava.

## Geografía
La localidad está situada en la isla Brava.

## Organización territorial
La localidad abarca el lugar de:
- Santa Bárbara